# بزمجه نواری
بزمجه نواری (نام علمی: Varanus varius) نام یک گونه از سرده بزمجه است.